# Vedran Samac
Vedran Samac (né le 22 janvier 1990 à Sremska Mitrovica) est un athlète serbe, spécialiste du lancer de javelot.
Le 7 juin 2015, il porte son record à 80,90 m à Kragujevac. Le même mois, il remporte une ligue des Championnats d'Europe par équipes à Stara Zagora.